# Teroelster Sipen
De Teroelster Sipen is een natuurgebied bij Teroele tussen Langweer en Idskenhuizen in de provincie Friesland. Het gebied berstaat uit een laaggelegen moeras- en rietland, midden in een landbouwpolder. De Teroelster Sipen zijn daarmee een voorbeeld van versnippering van natuurgebieden. Het streven is om het geïsoleerd liggende natuurterrein op te nemen in een lintstructuur. Dit lint zou dan van het Koevordermeer langs de Houtfeart via de Teroelster Sipen leiden naar de Vegelinsbossen onder Sint Nicolaasga. 
Verspreid over het hele gebied liggen enkele elzenbroekbosjes met elzen en grauwe wilgen. In het veenmosrietland groeien jonge elzen en waternavel, watermunt, moeraswederik en melkeppe. Op gedeelten groeien horsten van pijpenstrootje met oeverzegge en paddenrus. Op de laagste plek groeit tussen het riet de kleine lisdodde en in het water gele plomp.
De Teroelster Sipen worden als broedterrein gebruikt door moeras- en rietvogels als rietzanger, snor, bruine kiekendief en knobbelzwaan. In de hoge elzen broeden ook bosvogels, zoals koekoek, buizerd en havik.
Reeën vinden dekking in de ruige rietvelden.
Aeltsjemar
· De Alde Feanen
· Bakkeveense Duinen
· Bancopolder
· Bekhofschaans
· Bjirmen
· Blauhúster Puollen
· Bocht fan Molkwar
· Botmar
· Bouwepet
· Buismans Einekoai
· Bûtenfjild
· Van Coehoornbosk
· Delleboersterheide
· Diakonieveen
· Dobbe Stienser Aldlân
· Dobben Hurdegarypsterwarren
· Dunegeaster- en Follegeasterpolder
· Dyksfearten
· Eanjumerkolken
· Easterskar
· Einekoai Piaam
· Einekoaien Lytse Geast
· De Fluezen
· Grikelân en Turkije
· Grutte Wielen
· Heide Hulstreed
· De Hon
· Huitebuersterbûtenpolder
· Joodse begraafplaats Tacozijl
· Joodse begraafplaats Noordwolde
· Kapellepôle
· Ketelermar
· Ketliker Skar
· Kobbelân
· Lendebos
· Lindevallei
· Liphústerheide
· Makkumersúdmar
· Makkumerwaarden
· Mandefjild
· Martenastate
· Meulebos
· Meulereed
· Mokkebank
· Mûntsebuorsterpolder
· Noard-Fryslân Bûtendyks
· 't Oerd
· Ottema Wiersma reservaat
· Park Huize Olterterp
· Park Jongemastate
· Peazemerlannen
· Petgatten De Feanhoop
· Polders Koarnwert
· Ringwiel
· Rysterbosk
· De Ryp
· Schaopedobbe
· Séfonsterpolder
· Sippen-finnen
· Skiedingsboskje
· Slachtedyk
· Steile Bank
· Stokersdobbe
· Sudermarpolder
· Syp Set
· Taconisbosk
· Tsjongerwâlen
· Teroelster Sipen
· Unlân fan Jelsma
· Van Asperen einekoaien
· Warkumermar
· Warkumerwaard
· 't West
· Wilhelmina-oard
· Ychtenerfeanpolder